# Güzelyalı (Istanbul)

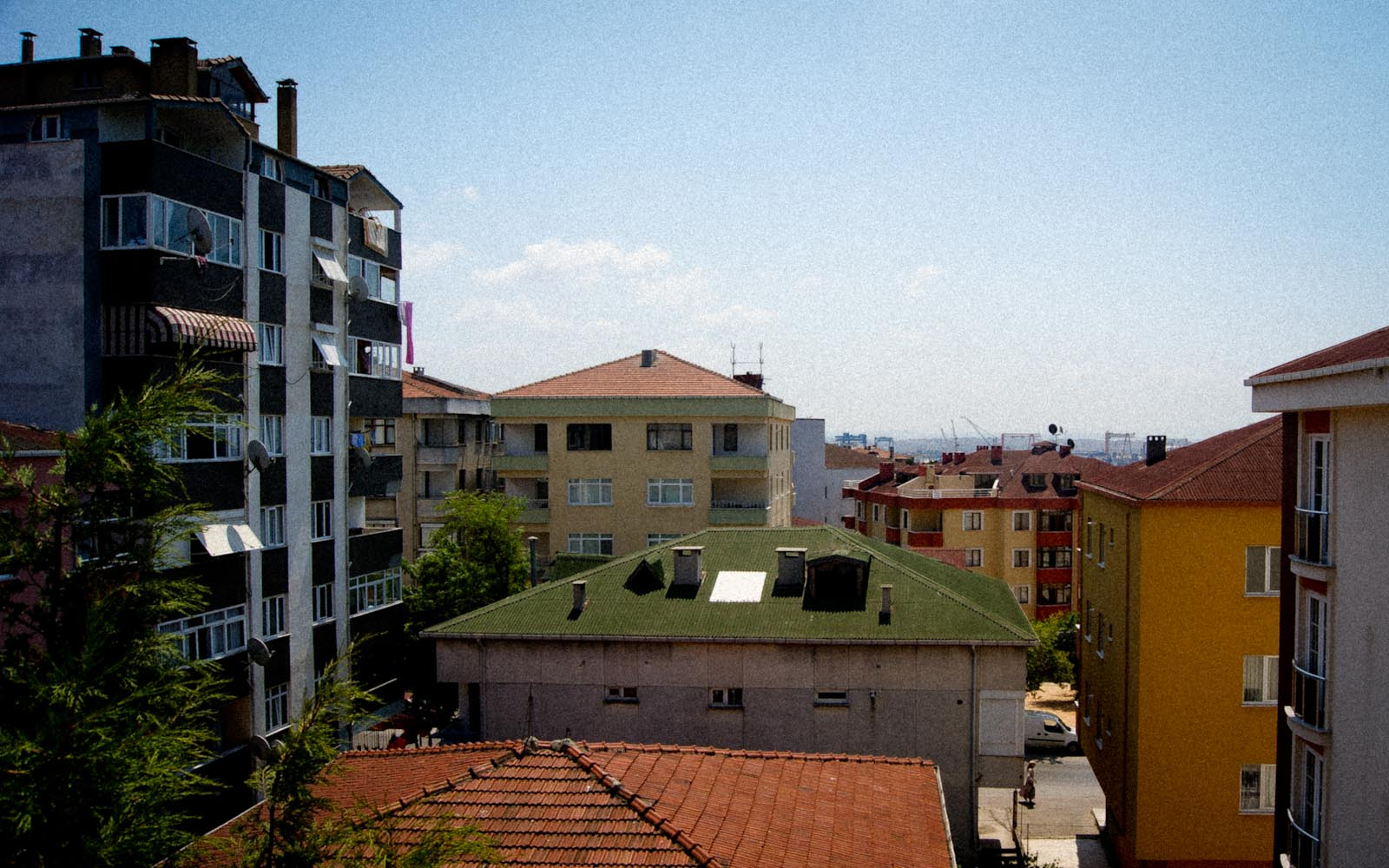
Blick auf Güzelyalı

Güzelyalı ist eine Stadtviertel (tr: Mahalle) des Bezirks Pendik der türkischen Provinz Istanbul. Die Gemeinde wurde 1960 gegründet. Den Namen Güzelyalı hat der Ort von den vielen Sommervillen und -residenzen (tr: Yalı) direkt am Bosporus. Güzel bedeutet „schön“.